# 국화항공
국화항공(중국어: 國華航空, 영어: Formosa Airlines)은 중화민국에 있었던 항공사로 1966년에 설립되어 1999년 8월 만다린 항공으로 합병되었다.

## 역사
1966년 5월 5일 융싱 항공로 설립했으나 설립 당시 중화인민공화국에 위치해 있었다. 1994년 쳉창 전자 그룹과 제휴하면서 현재의 사명으로 변경되었다. 1996년 7월 1일 중화항공이 42% 구매했다. 1997년 7월 중국국제항공, 베이징 시스템 통합 예약의 병합과 자원의 가능성을 연구했다.
1997년 8월 10일 국화항공 7601편 사고로 경로를 접지 제도 변경했다. 그러나 1998년 3월 20일 2년 이내 추락사고가 세 번 발생 하면서 중화민국은 모든 항공편이 이륙을 명령했다. 따라서 이에 따라 4월 4일 축제 방문객 지역의 역할이 필요 민간 항공 기관 기술부 일부 제도없이 대체 경로를 복원하기 위해 중화항공에 동의했다.
1999년 8월 8일 만다린 항공과 합병되면서 항공사는 완전히 소멸되었다.

## 보유 기종
- 사브 340 9대 (1대는 추락)
- 도니어 228 2대 (2대 다 추락)
- 포커 50 7대
- 포커 100 2대

### 퇴역 기종
- 더글러스 DC-6
- 브리튼 노먼 BN-2 아일랜더
- 세스나 404 타이탄

## 사건 및 사고
- 국화항공 7601편 추락 사고